# Ematurgina emphatica
Ematurgina emphatica är en fjärilsart som beskrevs av Hans Ferdinand Emil Julius Stichel 1911. Ematurgina emphatica ingår i släktet Ematurgina och familjen Riodinidae. Inga underarter finns listade i Catalogue of Life.